# Idrettsklubben Start 2011
Questa voce raccoglie le informazioni riguardanti l'Idrettsklubben Start nelle competizioni ufficiali della stagione 2011.

## Stagione
Lo Start arrivò al penultimo posto in classifica, retrocedendo così in Adeccoligaen. L'allenatore Knut Tørum rassegnò le dimissioni il 22 giugno 2011, a causa dei cattivi risultati della squadra. Il 10 luglio fu allora nominato come nuovo tecnico Mons Ivar Mjelde. Lo Start non riuscì comunque a raggiungere la salvezza. L'avventura nella Coppa di Norvegia 2011 terminò in semifinale per mano dello Aalesund, club poi vincitore del trofeo.
Ole Martin Årst fu il calciatore più utilizzato in squadra e l'unico a non saltare neanche un incontro di campionato. Fu anche il capocannoniere dello Start con le sue 16 reti.

## Maglie e sponsor
Lo sponsor tecnico per la stagione 2011 fu Umbro, mentre lo sponsor ufficiale fu Sør. La divisa casalinga prevedeva una maglietta gialla con inserti neri, pantaloncini neri e calzettoni gialli. Quella da trasferta era invece composta da una maglietta blu, con pantaloncini e calzettoni bianchi. La terza tenuta era completamente nera, con inserti e calzettoni gialli.
| Casa | Trasferta | Terza Divisa |

## Rosa
| N. |                      | Ruolo | Calciatore            |
| -- | -------------------- | ----- | --------------------- |
| 1  | Norvegia (bandiera)  | P     | Alexander Lund Hansen |
| 2  | Norvegia (bandiera)  | D     | Amin Nouri            |
| 2  | Danimarca (bandiera) | D     | Brian Priske          |
| 3  | Serbia (bandiera)    | D     | Branislav Miličević   |
| 4  | Norvegia (bandiera)  | D     | Birger Madsen         |
| 5  | Nigeria (bandiera)   | C     | Oladapo Olufemi       |
| 6  | Norvegia (bandiera)  | C     | Espen Søgård          |
| 7  | Norvegia (bandiera)  | C     | Fredrik Strømstad     |
| 8  | Norvegia (bandiera)  | C     | Espen Hoff            |
| 9  | Ghana (bandiera)     | A     | Ernest Asante         |
| 10 | Nigeria (bandiera)   | C     | Solomon Owello        |
| 11 | Norvegia (bandiera)  | A     | Olav Tuelo Johannesen |
| 13 | Galles (bandiera)    | P     | Michael Crowe         |
| 13 | Norvegia (bandiera)  | P     | Johnny Kristiansen    |
| 14 | Norvegia (bandiera)  | C     | Espen Børufsen        |
| 15 | Norvegia (bandiera)  | C     | Petter Bruer Hanssen  |

| N. |                     | Ruolo | Calciatore                 |
| -- | ------------------- | ----- | -------------------------- |
| 16 | Norvegia (bandiera) | A     | Øyvind Gausdal             |
| 17 | Norvegia (bandiera) | D     | Christian Follerås         |
| 18 | Norvegia (bandiera) | A     | Mads Stokkelien            |
| 19 | Norvegia (bandiera) | A     | Jonas Werner               |
| 20 | Norvegia (bandiera) | D     | Bård Borgersen             |
| 21 | Islanda (bandiera)  | D     | Haraldur Freyr Guðmundsson |
| 22 | Norvegia (bandiera) | D     | Avni Pepa                  |
| 24 | Norvegia (bandiera) | P     | Kenneth Høie               |
| 25 | Norvegia (bandiera) | A     | Ole Martin Årst            |
| 26 | Norvegia (bandiera) | D     | Jesper Mathisen            |
| 27 | Norvegia (bandiera) | C     | Morten Hæstad              |
| 28 | Norvegia (bandiera) | D     | Rolf Daniel Vikstøl        |
| 29 | Norvegia (bandiera) | D     | Espen Knudsen              |
| 30 | Norvegia (bandiera) | C     | Christer Kleiven           |
| 33 | Norvegia (bandiera) | A     | Henrik Dahlum              |
| 35 | Norvegia (bandiera) | C     | Dardan Dreshaj             |

## Calciomercato

### Sessione invernale(dal 01/01 al 31/03)
| Acquisti | Acquisti              | Acquisti   | Acquisti   |
| R.       | Nome                  | da         | Modalità   |
| -------- | --------------------- | ---------- | ---------- |
| P        | Alexander Lund Hansen | svincolato |            |
| D        | Birger Madsen         | Vålerenga  | definitivo |
| D        | Brian Priske          | Vejle      | definitivo |
| C        | Fredrik Strømstad     | Le Mans    | prestito   |
| A        | Ernest Asante         | svincolato |            |

| Cessioni | Cessioni             | Cessioni | Cessioni   |
| R.       | Nome                 | a        | Modalità   |
| -------- | -------------------- | -------- | ---------- |
| D        | Clarence Goodson     |          | svincolato |
| D        | Knut Henry Haraldsen |          | ritiro     |
| A        | Bernt Hulsker        |          | ritiro     |
| A        | Aram Khalili         |          | svincolato |

### Sessione estiva(dal 01/08 al 31/08)
| Acquisti | Acquisti                   | Acquisti    | Acquisti   |
| R.       | Nome                       | da          | Modalità   |
| -------- | -------------------------- | ----------- | ---------- |
| D        | Haraldur Freyr Guðmundsson | Keflavík    | definitivo |
| D        | Amin Nouri                 | Vålerenga   | definitivo |
| C        | Espen Søgård               | Lillestrøm  | definitivo |
| A        | Øyvind Gausdal             | Vindbjart   | prestito   |
| A        | Olav Tuelo Johannesen      | Kongsvinger | prestito   |

| Cessioni | Cessioni           | Cessioni    | Cessioni      |
| R.       | Nome               | a           | Modalità      |
| -------- | ------------------ | ----------- | ------------- |
| D        | Christian Follerås | Vindbjart   | prestito      |
| D        | Brian Priske       |             | ritiro        |
| C        | Morten Hæstad      | Kongsvinger | definitivo    |
| C        | Fredrik Strømstad  | Le Mans     | fine prestito |

## Risultati

### Tippeligaen

#### Girone di andata
| Arbitro: | Skjerven (Kaupanger) |

|  |           |                      |
|  | Marcatori | 45’ Hoff 61’ Olufemi |

| Arbitro: | Berntsen (Vang) |

|                                                                     |           |         |
| Årst 10’ (rig.) Børufsen 53’ Hoff 55’ Madsen 62’ (aut.) Vikstøl 82’ | Marcatori | 90’ Aas |

| Arbitro: | Døvle |

|                              |           |  |
| Abdellaoue 72’ Rushfeldt 78’ | Marcatori |  |

| Arbitro: | Øvrebø (Oslo) |

|                                   |           |  |
| Hoff 3’ Årst 33’, 39’ Kleiven 78’ | Marcatori |  |

| Arbitro: | Helgerud (Lier) |

|                 |           |  |
| Røn 4’ Hoås 89’ | Marcatori |  |

| Arbitro: | Johansen |

|                       |           |                                 |
| Mathisen 13’ Årst 76’ | Marcatori | 35’ Skiri 39’ Sellin 47’ Jääger |

| Arbitro: | Øvrebø (Oslo) |

|                           |           |                 |
| Ojo 49’ Austin 86’ (rig.) | Marcatori | 75’ (rig.) Årst |

| Arbitro: | Moen (Haugesund) |

|                 |           |            |
| Årst 90’ (rig.) | Marcatori | 65’ Lustig |

| Arbitro: | Sandmoen |

|                              |           |                 |
| Pedersen 61’ Sigurðarson 90’ | Marcatori | 79’ (rig.) Årst |

| Arbitro: | Staberg |

|                   |           |                                                |
| Hoff 32’ Årst 64’ | Marcatori | 46’, 61’ Pálmason 58’ Ollé Ollé 65’ Gunnarsson |

| Arbitro: | Hafsås |

|                                               |           |              |
| Diouf 7’, 24’ Angan 13’ Thioune 76’ Chima 81’ | Marcatori | 48’ Vatshaug |

| Arbitro: | Døvle |

|                    |           |                                      |
| Årst 49’, 51’, 68’ | Marcatori | 24’ (rig.) Elyounoussi 77’ Thomassen |

| Arbitro: | Sælen (Bergen) |

|             |           |  |
| Bamberg 24’ | Marcatori |  |

| Arbitro: | Berntsen (Vang) |

|  |           |               |
|  | Marcatori | 22’, 73’ Muri |

| Arbitro: | Staberg |

|             |           |           |
| Børufsen 5’ | Marcatori | 82’ Hopen |

#### Girone di ritorno
| Arbitro: | Johansen |

|                                    |           |  |
| Storflor 33’ Kamara 50’ Sankoh 71’ | Marcatori |  |

| Arbitro: | Hafsås |

|          |           |                    |
| Årst 51’ | Marcatori | 53’ Chima 62’ Gatt |

| Arbitro: | Skjerven (Kaupanger) |

|                                            |           |          |
| Andersson 12’ Gunnarsson 45’, 50’ Aase 88’ | Marcatori | 11’ Årst |

| Arbitro: | Sælen (Bergen) |

|             |           |                                    |
| Dreshaj 89’ | Marcatori | 32’, 41’, 44’ Søderlund 36’ Đurđić |

| Arbitro: | Sandmoen |

|                |           |  |
| Hopen 31’, 90’ | Marcatori |  |

| Arbitro: | Helgerud (Lier) |

|          |           |  |
| Hoff 34’ | Marcatori |  |

| Arbitro: | Berntsen (Vang) |

|                          |           |                 |
| Gunnarsson 12’ Ogude 73’ | Marcatori | 44’ (rig.) Hoff |

| Arbitro: | Moen (Haugesund) |

|                                      |           |          |
| Chibuike 13’, 35’, 77’ Henriksen 73’ | Marcatori | 72’ Årst |

| Arbitro: | Johansen |

|                              |           |  |
| Johannesen 33’ Hoff 73’, 85’ | Marcatori |  |

| Ålesund 3 ottobre 2011, ore 19:00 25ª giornata | Aalesund             | 0 – 0 referto | Start | Color Line Stadion (9.174 spett.)\| Arbitro: \| Skjerven (Kaupanger) \| |
| Arbitro:                                       | Skjerven (Kaupanger) |               |       |                                                                         |

| Arbitro: | Hafsås |

|                                |           |        |
| Hoff 39’ Årst 43’ Børufsen 49’ | Marcatori | 1’ Ojo |

| Arbitro: | Øvrebø (Oslo) |

|          |           |             |
| Keene 1’ | Marcatori | 90’ Gausdal |

| Arbitro: | Sandmoen |

|                 |           |                                          |
| Årst 65’ (rig.) | Marcatori | 34’ Børven 62’ Storbæk 90’ (rig.) Fevang |

| Arbitro: | Edvartsen (Hamar) |

|          |           |          |
| Gyan 90’ | Marcatori | 28’ Hoff |

| Arbitro: | Hagen (Grue) |

|          |           |                                                     |
| Hoff 68’ | Marcatori | 4’, 50’, 79’ Abdellaoue 64’, 89’ Drage 80’ Andersen |

### Coppa di Norvegia
| Arbitro: | Larsen |

|                               |           |                                                           |
| Kristiansen 45’ Henriksen 55’ | Marcatori | 44’, 63’ Hoff 48’ Stokkelien 64’ Børufsen 90’ (rig.) Årst |

| Arbitro: | Hansen |

|                                      |           |                                          |
| Myrvold 31’ Mykland 42’ Benestad 62’ | Marcatori | 2’ Stokkelien 24’ Mathisen 27’, 40’ Årst |

| Arbitro: | Johnsen |

|           |           |                     |
| Shala 58’ | Marcatori | 19’ Årst 28’ Asante |

| Arbitro: | Sælen (Bergen) |

|          |           |  |
| Hoff 36’ | Marcatori |  |

| Arbitro: | Hafsås |

|              |           |  |
| Mathisen 70’ | Marcatori |  |

| Arbitro: | Hagen (Grue) |

|                        |           |  |
| Guðmundsson 40’ (aut.) | Marcatori |  |

## Statistiche

### Statistiche di squadra
| Competizione      | Punti | In casa | In casa | In casa | In casa | In casa | In casa | In trasferta | In trasferta | In trasferta | In trasferta | In trasferta | In trasferta | Totale | Totale | Totale | Totale | Totale | Totale | DR  |
| Competizione      | Punti | G       | V       | N       | P       | Gf      | Gs      | G            | V            | N            | P            | Gf           | Gs           | G      | V      | N      | P      | Gf     | Gs     | DR  |
| ----------------- | ----- | ------- | ------- | ------- | ------- | ------- | ------- | ------------ | ------------ | ------------ | ------------ | ------------ | ------------ | ------ | ------ | ------ | ------ | ------ | ------ | --- |
| Tippeligaen       | 26    | 15      | 6       | 2       | 7       | 29      | 30      | 15           | 1            | 3            | 11           | 10           | 31           | 30     | 7      | 5      | 18     | 39     | 61     | -22 |
| Coppa di Norvegia | -     | 2       | 2       | 0       | 0       | 2       | 0       | 4            | 3            | 0            | 1            | 11           | 7            | 6      | 5      | 0      | 1      | 13     | 7      | +6  |
| Totale            | -     | 17      | 8       | 2       | 7       | 31      | 30      | 19           | 4            | 3            | 12           | 21           | 38           | 36     | 12     | 5      | 19     | 52     | 68     | -16 |

### Statistiche dei giocatori
| Giocatore      | Tippeligaen | Tippeligaen | Tippeligaen | Tippeligaen | Coppa di Norvegia | Coppa di Norvegia | Coppa di Norvegia | Coppa di Norvegia | Totale   | Totale | Totale      | Totale     |
| Giocatore      | Presenze    | Reti        | Ammonizioni | Espulsioni  | Presenze          | Reti              | Ammonizioni       | Espulsioni        | Presenze | Reti   | Ammonizioni | Espulsioni |
| -------------- | ----------- | ----------- | ----------- | ----------- | ----------------- | ----------------- | ----------------- | ----------------- | -------- | ------ | ----------- | ---------- |
| O. Årst        | 30          | 16          | 1           | 0           | 6                 | 4                 | 1                 | 0                 | 36       | 20     | 2           | 0          |
| E. Asante      | 23          | 0           | 0           | 0           | 4                 | 1                 | 0                 | 0                 | 27       | 1      | 0           | 0          |
| B. Borgersen   | 11          | 0           | 1           | 0           | 3                 | 0                 | 1                 | 0                 | 14       | 0      | 2           | 0          |
| E. Børufsen    | 26          | 3           | 5           | 0           | 5                 | 1                 | 0                 | 0                 | 31       | 4      | 5           | 0          |
| M. Crowe       | 0           | 0           | 0           | 0           | 0                 | 0                 | 0                 | 0                 | 0        | 0      | 0           | 0          |
| H. Dahlum      | 2           | 0           | 0           | 0           | 0                 | 0                 | 0                 | 0                 | 2        | 0      | 0           | 0          |
| D. Dreshaj     | 1           | 1           | 0           | 0           | 0                 | 0                 | 0                 | 0                 | 1        | 1      | 0           | 0          |
| C. Follerås    | 1           | 0           | 0           | 0           | 0                 | 0                 | 0                 | 0                 | 1        | 0      | 0           | 0          |
| Ø. Gausdal     | 1           | 1           | 0           | 0           | 1                 | 0                 | 0                 | 0                 | 2        | 1      | 0           | 0          |
| H. Guðmundsson | 8           | 0           | 1           | 0           | 1                 | 0                 | 0                 | 0                 | 9        | 0      | 1           | 0          |
| M. Hæstad      | 3           | 0           | 0           | 0           | 1                 | 0                 | 0                 | 0                 | 4        | 0      | 0           | 0          |
| A. Hansen      | 4           | 0           | 0           | 0           | 2                 | 0                 | 0                 | 0                 | 6        | 0      | 0           | 0          |
| P. Hanssen     | 14          | 0           | 3           | 0           | 2                 | 0                 | 0                 | 0                 | 16       | 0      | 3           | 0          |
| E. Hoff        | 29          | 11          | 3           | 0           | 5                 | 3                 | 0                 | 0                 | 34       | 14     | 3           | 0          |
| K. Høie        | 26          | 0           | 0           | 0           | 3                 | 0                 | 0                 | 0                 | 29       | 0      | 0           | 0          |
| O. Johannesen  | 10          | 1           | 0           | 0           | 2                 | 0                 | 1                 | 0                 | 12       | 1      | 1           | 0          |
| C. Kleiven     | 25          | 1           | 1           | 0           | 5                 | 0                 | 0                 | 0                 | 30       | 1      | 1           | 0          |
| E. Knudsen     | 13          | 0           | 0           | 0           | 2                 | 0                 | 0                 | 0                 | 15       | 0      | 0           | 0          |
| J. Kristiansen | 0           | 0           | 0           | 0           | 0                 | 0                 | 0                 | 0                 | 0        | 0      | 0           | 0          |
| B. Madsen      | 3           | 0           | 0           | 0           | 0                 | 0                 | 0                 | 0                 | 3        | 0      | 0           | 0          |
| J. Mathisen    | 24          | 1           | 3           | 0           | 5                 | 2                 | 0                 | 0                 | 29       | 3      | 3           | 0          |
| B. Miličević   | 5           | 0           | 1           | 0           | 1                 | 0                 | 0                 | 0                 | 6        | 0      | 1           | 0          |
| A. Nouri       | 13          | 0           | 0           | 0           | 1                 | 0                 | 0                 | 0                 | 14       | 0      | 0           | 0          |
| O. Olufemi     | 7           | 1           | 1           | 0           | 2                 | 0                 | 1                 | 0                 | 9        | 1      | 2           | 0          |
| S. Owello      | 28          | 0           | 3           | 0           | 6                 | 0                 | 1                 | 0                 | 34       | 0      | 4           | 0          |
| A. Pepa        | 24          | 0           | 4           | 0           | 3                 | 0                 | 0                 | 0                 | 27       | 0      | 4           | 0          |
| B. Priske      | 15          | 0           | 0           | 0           | 3                 | 0                 | 0                 | 0                 | 18       | 0      | 0           | 0          |
| E. Søgård      | 11          | 0           | 1           | 0           | 2                 | 0                 | 1                 | 0                 | 13       | 0      | 2           | 0          |
| M. Stokkelien  | 16          | 0           | 0           | 0           | 4                 | 2                 | 0                 | 0                 | 20       | 2      | 0           | 0          |
| F. Strømstad   | 14          | 0           | 0           | 0           | 3                 | 0                 | 0                 | 0                 | 17       | 0      | 0           | 0          |
| R. Vikstøl     | 28          | 1           | 5           | 0           | 5                 | 0                 | 1                 | 0                 | 33       | 1      | 6           | 0          |
| J. Werner      | 0           | 0           | 0           | 0           | 0                 | 0                 | 0                 | 0                 | 0        | 0      | 0           | 0          |